# Florence O'Mahony
Florence O'Mahony (n. 23 ianuarie 1946, Dublin, Irlanda – d. 2023) a fost un om politic irlandez, membru al Parlamentului European în perioada 1979-1984 din partea Irlandei.